# Миран Херцог
Миран Херцог (16. август 1928 — Љубљана, 20. новембар 2001) био је словеначки позоришни редитељ и универзитетски професор.

## Биографија
Херцог је дипломирао на Факултету драмских уметности у Београду.
Након завршетка Другог светског рата радио је у оквиру државног предузећа Триглав филм.
Након рада у Триглав филму, био је стални режисер у Народном позоришту у Бањој Луци.
Враћа се у Словенију где је радио као режисер у мариборском и цељском позоришту.
Први је на територији Словеније поставио Антигону.
Предавао је позоришну режију на Академији за позориште, радио, филм и телевизију у Љубљани. Био је ректор Академије у једном мандату.

## Награде
- Стеријина награда за режију
- Прешернова награда

## Одабрана театрографија
- Мрачна комедија, 24.02.1970, Нови Сад, Српско народно позориште[2]
- Плес смећа[3]